# Rukiewnik
Rukiewnik (Bunias L.) – rodzaj roślin należący do rodziny kapustowatych. Obejmuje trzy gatunki występujące w Europie, Azji południowo-zachodniej i wschodniej oraz w północnej Afryce. W Polsce rośnie jeden gatunek introdukowany i zadomowiony – rukiewnik wschodni (B. orientalis).

## Systematyka
Pozycja systematyczna według APweb (aktualizowany system APG IV z 2016)
Należy do rodziny kapustowatych (Brassicaceae), rzędu kapustowców (Brassicales), kladu różowych (rosids) w obrębie okrytonasiennych (Magnoliophyta).
Pozycja w systemie Reveala (1993–1999)
Gromada okrytonasienne (Magnoliophyta Cronquist), podgromada Magnoliophytina Frohne & U. Jensen ex Reveal, klasa Rosopsida Batsch, podklasa ukęślowe (Dilleniidae Takht. ex Reveal & Tahkt.), nadrząd Capparanae Reveal, rząd kaparowce (Capparales Hutch.), podrząd Capparineae Engl., rodzina kapustowate (Brassicaceae Burnett), podrodzina Buniadoideae Leurss., plemię Buniadeae DC., rodzaj rukiewnik (Bunias L.).
Wykaz gatunków
- Bunias cochlearioides Murray
- Bunias erucago L.
- Bunias orientalis L. – rukiewnik wschodni